# Passage West
Pour les articles homonymes, voir West.
Passage West (An Pasáiste en irlandais) est une ville portuaire du comté de Cork en Irlande.

## Géographie
La ville est située sur la rive ouest du Cork Harbour, port naturel et estuaire du fleuve Lee, à 10 km du centre de Cork.

## Démographie
La ville de Passage West compte 5 843 habitants en 2016.
Entre les recensements de 1991 et 2011, la population de la zone Passage West a augmenté de 60 % (de 3 606 au recensement de 1991 à 5 790 au recensement de 2011).
Selon les résultats du recensement de 2016, environ 50% des logements privés de la région ont été construits à cette époque.

## Jumelages
Chasseneuil-du-Poitou (France) depuis 1997.